# Campionato sudamericano di rugby 1983
Il campionato sudamericano di rugby 1983 (in spagnolo Sudamericano de Rugby 1983; in portoghese Campeonato Sul-Americano de Rugby de 1983) fu il 13º campionato continentale del Sudamerica di rugby a 15.
Si tenne in Argentina dal 16 al 23 luglio 1983 tra quattro squadre nazionali e la vittoria finale tornò alla squadra di casa, alla sua dodicesima affermazione, dopo la mancata partecipazione all'edizione precedente di torneo.
Dopo l'assenza dell'edizione precedente a causa del concomitante tour inglese in Sudamerica, la federazione argentina ripresentò la squadra e organizzò il torneo, che ebbe luogo nella sede del Club Atlético San Isidro nella municipalità omonima.
La data fu scelta per far coincidere il torneo con le celebrazioni del bicentenario della nascita di Simón Bolívar, uno degli eroi dell'indipendenza dei Paesi del Sudamerica.
Il campionato fu vinto a punteggio pieno dai Pumas che, essendo i migliori giocatori utilizzati per un tour in Australia, schierò una formazione di seconde linee cui tuttavia fu garantita la presenza internazionale.
Il valore delle marcature, come stabilito dall’IRFB nel 1977, era: 4 punti per ciascuna meta (6 se trasformata), 3 punti per la realizzazione di ciascun calcio piazzato, idem per il drop.

## Squadre partecipanti
- Argentina
- Cile
- Paraguay
- Uruguay

## Risultati

### 1ª giornata
| Arbitro: | Gonzalo Román |

|                               |      |              |
| Ormaechea Puig Ubilla Uriarte | mt   | Camacho      |
| Ubilla (2)                    | tr   | Mongelos     |
|                               | c.p. | Mongelos (2) |

| Arbitro: | Roberto Vuick |

|                                                                     |      |            |
| Scolni (3) P. Lanza (2) Annichini (2) Dassen Cuesta Silva De Chazal | mt   |            |
| Piccardo (3)                                                        | tr   |            |
|                                                                     | c.p. | Montebruno |
|                                                                     | drop | Montebruno |

### 2ª giornata
| Arbitro: | Carlos Sutton |

|            |      |            |
| Cerruti    | mt   |            |
| Ubilla (6) | c.p. | Montebruno |
| Ubilla     | drop |            |

| Arbitro: | Jorge Sanguinetti |

|                                                        |      |          |
| Scolni (4) P. Lanza Dassen Cordeiro Ventura A. Cubelli | mt   |          |
| Sauze (2)                                              | tr   |          |
|                                                        | c.p. | Mongelos |
| Sauze                                                  | drop |          |

### 3ª giornata
| Arbitro: | Jorge Sanguinetti |

|                     |      |           |
| Davanzo Gurruchaga  | mt   |           |
| Duco (2)            | tr   |           |
| Montebruno Duco (3) | c.p. | Leite (4) |

| Arbitro: | Gonzalo Román |

|                                         |      |            |
| Annichini (2) P. Lanza Piccardo Serrano | mt   |            |
| Piccardo (3)                            | tr   |            |
| Piccardo                                | c.p. | Ubilla (2) |

## Classifica
| Pos | Squadra   | G | V | N | P | PF  | PS | DP   | Pt |
| --- | --------- | - | - | - | - | --- | -- | ---- | -- |
| 1   | Argentina | 3 | 3 | 0 | 0 | 118 | 15 | +103 | 6  |
| 2   | Uruguay   | 3 | 2 | 0 | 1 | 51  | 44 | +7   | 4  |
| 3   | Cile      | 3 | 1 | 0 | 2 | 33  | 83 | −50  | 2  |
| 4   | Paraguay  | 3 | 0 | 0 | 3 | 27  | 87 | −60  | 0  |